# Ivo Basay
Ivo Alexis Basay Hatibovic, mais conhecido como Ivo Basay (Santiago, 13 de abril de 1966), é um treinador e ex-futebolista chileno que atuava como atacante. Atualmente, dirige o Palestino.

## Carreira
Basay integrou a Seleção Chilena de Futebol na Copa América de 1995.